# Deatta Koro no Yō ni
Singles de Every Little Thing
For the Moment
(1997) Shapes of Love / Never Stop!
(1997)
Deatta Koro no Yō ni (出逢った頃のように, ou Deatta Koro no You ni) est le cinquième single d'Every Little Thing, sorti en 1997.

## Genèse
Le single, écrit, composé et produit par Mitsuru Igarashi, sort le 6 août 1997 au Japon sur le label Avex Trax, au format mini-CD single de 8 cm de diamètre (alors la norme pour les singles dans ce pays), deux mois seulement après le précédent single du groupe, For the Moment. Il atteint la 3e place du classement des ventes de l'Oricon, et il reste classé pendant 15 semaines. Il demeure son cinquième single le plus vendu.
Le single ne contient qu'une chanson, dans trois versions différentes : sa version originale, sa version instrumentale, et une version remixée.
La chanson-titre est utilisée comme thème musical pour une publicité. Elle figurera sur le deuxième album du groupe, Time to Destination qui sortira huit mois plus tard, puis sur sa première compilation Every Best Single +3 de 1999. Elle sera à nouveau remixée sur les albums de remix The Remixes II de 1998, Euro Every Little Thing de 2001, et ELT Trance de 2002. Une version acoustique figurera sur la compilation Every Best Single 2 de 2003.

## Liste des titres
La chanson originale est écrite, composée et arrangée par Mitsuru Igarashi.
| CD    | CD                                                               | CD    | CD | CD | CD | CD | CD | CD | CD |
| No    | Titre                                                            | Durée |    |    |    |    |    |    |    |
| ----- | ---------------------------------------------------------------- | ----- | -- | -- | -- | -- | -- | -- | -- |
| 1.    | Deatta Koro no Yō ni (出逢った頃のように)                        | 4:10  |    |    |    |    |    |    |    |
| 2.    | Deatta Koro no Yō ni (Summer Night Mix) (出逢った頃のように ...) | 7:44  |    |    |    |    |    |    |    |
| 3.    | Deatta Koro no Yō ni (Instrumental) (出逢った頃のように ...)     | 4:22  |    |    |    |    |    |    |    |
| 16:16 |                                                                  |       |    |    |    |    |    |    |    |